# 5247 Krylov
5247 Krylov è un asteroide della fascia principale. Scoperto nel 1982, presenta un'orbita caratterizzata da un semiasse maggiore pari a 2,3339727 UA e da un'eccentricità di 0,1615053, inclinata di 23,49422° rispetto all'eclittica.